# قویچو
قویچو (به ترکی آذربایجانی: Quyçu) یک منطقه مسکونی در جمهوری آذربایجان است که در شهرستان سالیان واقع شده‌است. قویچو ۷۰۴ نفر جمعیت دارد.